# Гайдайки
Гайдайки (укр. Гайдайки) — село в Волочисском районе Хмельницкой области Украины.
Население по переписи 2001 года составляло 341 человек. Почтовый индекс — 31226. Телефонный код — 3845. Занимает площадь 2,12 км². Код КОАТУУ — 6820984002.

## Местный совет
31226, Хмельницкая обл., Волочисский р-н, с. Купель